# Diocese de Guntur
A Diocese de Guntur (Latim:Dioecesis Gunturensis) é uma diocese localizada no município de Phirangipuram, no estado de Andra Pradexe, pertencente a Arquidiocese de Visakhapatnam na Índia. Foi fundada em 13 de fevereiro de 1940 pelo Papa Pio XII. Com uma população católica de 529.770 habitantes, sendo 8,6% da população total, possui 103 paróquias com dados de 2020.

## História
Em 13 de fevereiro de 1940 o Papa Pio XII cria a Diocese de Guntur através do território da Diocese de Nellore.

## Lista de bispos
A seguir uma lista de bispos desde a criação da diocese em 1940.
|        | Nome                         | Período      | Notas                          |
| Bispos | Bispos                       | Bispos       | Bispos                         |
| ------ | ---------------------------- | ------------ | ------------------------------ |
| 6º     | Bhagaiah Chinnabathini       | 2016 - atual |                                |
| 5º     | Bali Gali                    | 1984 - 2016  | Bispo emérito                  |
| 4º     | Mariadas Kagithapu, M.S.F.S. | 1974 - 1982  | Nomeado bispo de Visakhapatnam |
| 3º     | Balashoury Thanugundla       | 1973 - 1974  | Faleceu no cargo               |
| 2º     | Ignatius Mummadi             | 1943 - 1973  |                                |
| 1º     | Thomas Pothacamury           | 1940 - 1942  | Nomeado bispo de Bangalore     |